# Aeroporto de Barra do Corda
O Aeroporto de Barra do Corda é um dos mais antigos do Maranhão, possui uma pista de 1560 metros, e tem capacidade de receber aeronaves de pequeno e médio porte.
| Natureza do voo | Companhia | Destino(s)                 | Frequência (s) | Aeronave             |
| Carga/Malotes   |           | Santa Inês, São Luís,Belém | Seg.-Sex.      | Cessna Grand Caravan |